# コンバット満
コンバット満（コンバットまん、1969年8月14日 - ）は、静岡県島田市出身のお笑いタレント、ローカルタレント、YouTuber。
本名は羽田 満（はた みつる）。愛称はコンちゃん。無所属（フリーランス）。2022年3月までは吉本興業福岡支社（福岡吉本）に所属していた。
パンクブーブーの佐藤哲夫は義弟（コンバットと佐藤の妻同士が姉妹）である。

## 人物・来歴
- 静岡県の高校卒業後、自衛官となり航空自衛隊芦屋基地に配属されるも、高所恐怖症が原因で退官とテレビでコメントしている。しかし、当時芦屋基地にて配置されていたのはナイキミサイル部隊であり飛行機とは無関係であった。この職歴と本名の「満」が芸名の由来となっている。また、芸人になった現在でも引き締まった体躯と平均以上の体力を誇る。典型的な体育会系のその風貌とは裏腹に、かなりの下戸でもある。
- 福岡吉本1期生で、同期には博多華丸・大吉、田中健二（旧芸名：ケン坊田中）、カンニング竹山、ひらきさんしんがいる。1期生中では（落語家に転身したワコール青木を除けば）一番年長であることから「コンさん」とさん付けで呼ばれているほか、田中はコンバットに対し敬語を使って会話をしている。
- かつて高田課長と漫才コンビ「コンバット満・たかが高田」を組んでいた。
- 主に福岡のローカルバラエティ番組に出演している。TVQ九州放送に於いてスポーツ番組のキャスターを長年務めていることもあり、福岡ソフトバンクホークスの選手とは交流が深い。
- ピン活動が長かったためにM-1グランプリに強い憧れを抱いており、M-1グランプリ2009にて、くりぃむしちゅー・上田晋也の兄である上田啓介とコンビ「コーンハンバーグ」を組み参戦し、その模様はレギュラー出演している『ドォーモ』（KBCテレビ）でも放送された。結果は1回戦敗退。
- 2022年3月31日をもって吉本興業福岡支社（福岡吉本）を退社した[1]。

## エピソード
- 福岡吉本の後輩にあたるパンクブーブーと縁が深い。
  - パンクブーブーとは福岡吉本の先輩・後輩の間柄で、福岡吉本在籍当時の彼らの面倒をよくみていた。また、当時別コンビだった二人が親交を持つきっかけになったのが、コンバット満がMCを務めていた深夜パチンコ番組である。
  - 前述のM-1に挑戦した2009年、王者に輝いたのがパンクブーブーであった。
  - 元々佐藤に対し好意を抱いていた義妹（妻の妹）を佐藤に紹介。それをきっかけに2人は交際を始め、2010年4月3日に入籍。
- 競艇が趣味で、テレビ番組のロケに限らずプライベートでも福岡競艇場によく足を運んでいる。2004年には約100万円の大当たりを獲得した事もある。
- 無名時代の山口智充の面倒をみていたことがあり、彼からも慕われていた。
- 2006年1月19日には自身が出演する『ドォーモ』（KBCテレビ）において、また、21日には司会を務めるスポーツ情報番組『スポスタ』（TVQ）内で結婚を発表したが、実はこれらの発表の数週間前に、同じく自身がパーソナリティーを務める深夜ラジオ番組『Bang!Bang!Amigos!!』（FM福岡）の中で結婚することを既に明かしていた。後日、同番組の放送において「本当はテレビでこの話をする気は全然無かったが、ディレクターに薦められて渋々やることにした」と語った。
- 『ドォーモ』では"マンバット・コン"という素の本人よりも強烈な個性を放つ中性的男性キャラを演じた。

## 出演

### テレビ番組
現在
- TVQスーパースタジアム（TVQ九州放送、副音声）
- エンタメバラエティ THE☆ヒット情報 (RKBラジオ)
- ぞっこん九州（RKBテレビ）
- 天神ゴッドタウン（TVQ九州放送）
- Fan!Fun!スポーツ→ファンスポ（TVQ九州放送）

過去
- OK! (RKBテレビ)
- クイズ1万ジャック! (テレビ熊本)
- DOの夜はとことん（テレビ西日本）
- とことんサンデー（テレビ西日本）
- ふとっぱら（テレビ西日本）
- ときめきパフォーマンス・シンデレラナイト（テレビ西日本）
- めんたいワイド（福岡放送）
- 熱血!タカハチ組（TVQ九州放送）
- 熱血ホークス（TVQ九州放送）
- ハチナビプラス ギュギュっと!（テレビ西日本）
- VIVA!SPORTAS（TVQ九州放送）
- Bang!Bang!Amigos!!（FM福岡）
- ツナガール!〜明日にエール〜（2013年2月2日、福岡放送）
- 踊る!さんま御殿!!（2013年2月5日、日本テレビ）
- コレカラ（テレビ西日本）
- 視聴者参加型情報ライブ タマリバ（テレビ西日本）
- ○○編集社（テレビ西日本）
- 孤独のグルメ Season4 特別編（2014年8月9日、テレビ東京）- サラリーマン4 役
- アサデス。九州・山口（KBCテレビ、九州・山口ブロックネット - 木曜「ママトモちゃんねる」担当）
- HKTバラエティー48（KBCテレビ）
- ドォーモ（KBCテレビ、九州ブロックネット）
- HKT青春体育部！（KBCテレビ）
- 土曜の夜は!おとななテレビ（TVQ九州放送）

### ラジオ番組
- ガブリナ（KBCラジオ（九州朝日放送） 金曜日）（2018年4月6日 - 2019年3月29日）
- コンバット満のフルオンエアーJ-HITSカウントダウン（FM FUKUOKA）
- 爆裂!OH630（FM FUKUOKA）
- KBC長浜横丁 LBレコード（KBCラジオ）（2020年11月～ナイターオフ期の木金）

### CM
- ジークス天神
- アラジン（福岡県を中心とする中古車買取り・販売会社）- 江頭2:50と共演
- アサヒビール 「アサヒゼロ」